# دون كارلسن
دون كارلسن (بالإنجليزية: Don Carlsen)‏ هو لاعب كرة قاعدة أمريكي، ولد في 15 أكتوبر 1926 في شيكاغو في الولايات المتحدة، وتوفي في 22 سبتمبر 2002 في دنفر في الولايات المتحدة.

## وصلات خارجية
- دون كارلسن على موقع دوري كرة القاعدة الرئيسي (الإنجليزية)
- دون كارلسن على موقعبيزبول رفرنس.كوم (الدوري الرئيسي) (الإنجليزية)
- دون كارلسن على موقعبيزبول رفرنس.كوم (الدوري الثانوي) (الإنجليزية)